# Jody Cundy
Jody Alan Cundy (ur. 14 października 1978 w Wisbech) – brytyjski niepełnosprawny pływak i kolarz. Trzykrotny mistrz paraolimpijski i trzykrotny mistrz świata w pływaniu. Dwukrotny mistrz paraolimpijski w kolarstwie z Pekinu w 2008 roku. Pięciokrotny mistrz świata w kolarstwie torowym.
Kawaler (2009), Oficer (2017) i Komandor (2022) Orderu Imperium Brytyjskiego.

## Medale Igrzysk Paraolimpijskich

### 2012
- – Kolarstwo – sprint drużynowy – C1-5
- – Kolarstwo – bieg na dochodzenie – C4

### 2008
- – Kolarstwo – trial na czas – 1 km – LC 2
- – Kolarstwo – sprint drużynowy – LC1–4 CP3/4

### 2004
- – pływanie – 100 m st. motylkowym

### 2000
- – pływanie – 100 m st. motylkowym
- – pływanie – sztafeta 4 × 100 m st. dowolnym

### 1996
- – pływanie – 100 m st. motylkowym